# 審美歯科
審美歯科（しんびしか）とは、美しさに焦点を当てた総合的な歯科医療分野のこと。歯には機能的な側面と、審美的な側面があり、ともに健康に関しては重要な要素である。しかしながら、健康保険制度での治療は機能的な歯科治療に偏重しがちであり、審美歯科的な治療を行うには限界がある。
元々、美容整形外科に美容歯科が存在するものの、審美歯科は運悪く歯並びが悪く生まれてしまった人の口元の印象を改善する目的のもので美容整形とは異なる。
日本歯科審美学会では歯科審美学を次のように定義している。「歯科審美学とは、顎口腔における形態美・色彩美・機能美の調和を図り、人々の幸福に貢献する歯科医療のための教育および学習に関する学問体系である。」
審美歯科の具体的内容は、歯列矯正、ホワイトニング、オールセラミック、ラミネートベニア、インレー、ダイレクトボンディング、カンタリング（審美的輪郭形成）、その他特殊材質による人工歯などがある。

## 認定医資格
- 日本歯科審美学会認定医（日本歯科審美学会）

## 専門外来
2011年現在、審美歯科は標榜科として認められていないが、北海道大学病院審美歯科専門外来、奥羽大学歯学部附属病院審美歯科外来、愛知学院大学歯学部附属病院審美歯科外来、岡山大学病院審美歯科外来、九州大学病院審美歯科外来、長崎大学病院審美歯科外来、鹿児島大学病院審美歯科外来などが特殊専門外来として存在する。